# Atifete Jahjaga
Atifete Jahjaga (Gjakovë, 20 april 1975) was van 2011 tot en met april 2016 president van Kosovo.

## Biografie
Zij was de eerste vrouw, de eerste partijloze en jongste president die tot president van Kosovo werd verkozen. Op 6 april 2011 werd ze door de PDK, de LDK en de AKR voorgedragen als president. Op 7 april won ze in de eerste ronde van de verkiezingen, nadat 88 van de 100 leden van het Kosovaarse parlement voor Jahjaga hadden gekozen.
Jahjaga studeerde rechten aan de Universiteit van Pristina en de Universiteit van Leicester. Na haar studie werd ze hoofd van de nationale politie in Kosovo. 
Fatmir Sejdiu · Behgjet Pacolli · Atifete Jahjaga · Hashim Thaçi · Vjosa Osmani